# Культиватор

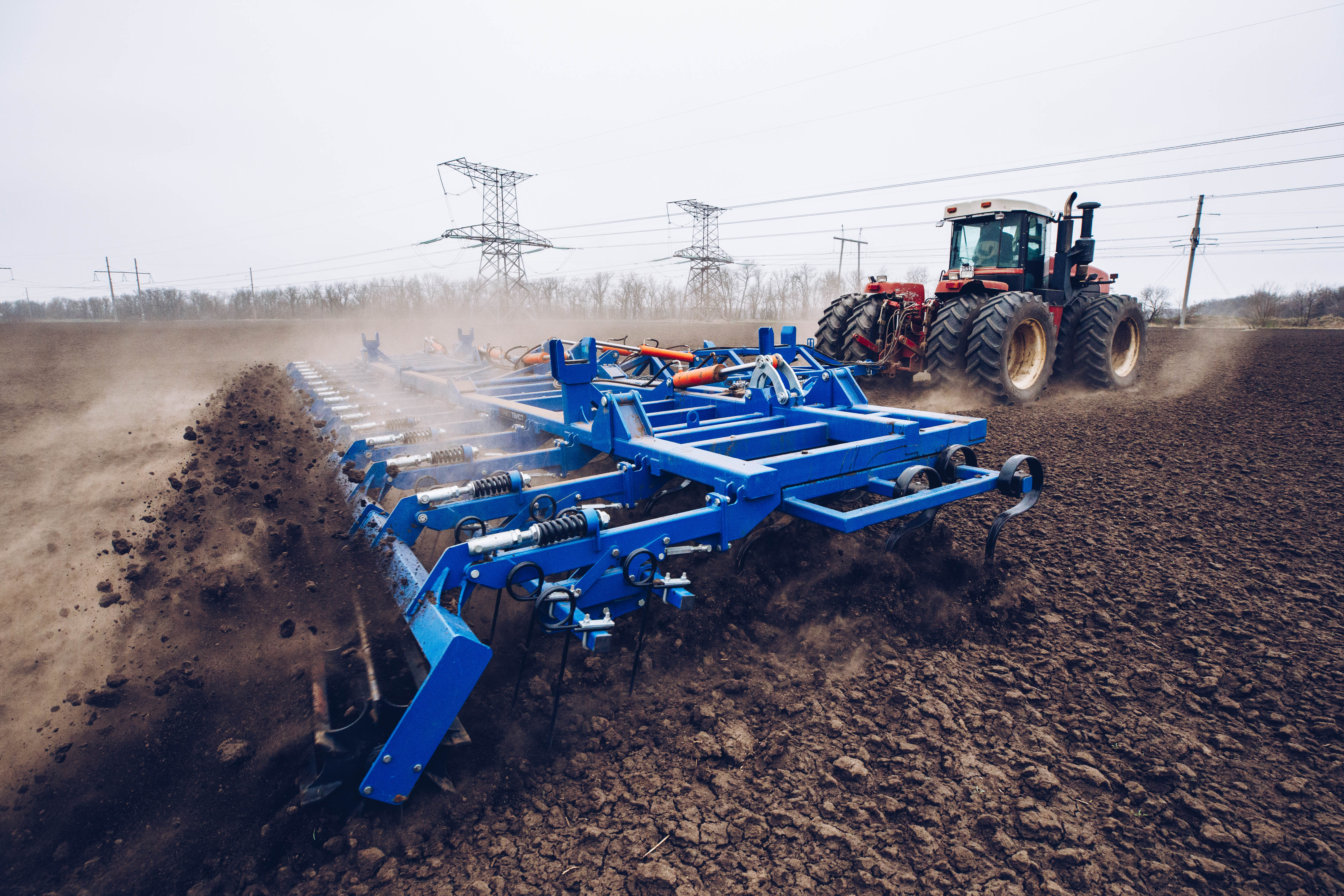
Секционный культиватор с шириной захвата 12 метров

Культиватор — сельскохозяйственная машина для обработки почвы. Культиваторы делят на па́ровые и пропашные. Паровые культиваторы служат для сплошной обработки почвы до посева, а пропашные — для обработки посевов. С помощью культиваторов осуществляется рыхление, борьба с сорняками, влагосбережение, окучивание. В отличие от плуга культиватор выполняет рыхление без оборота пласта.
Культиваторы могут быть с пассивными  ножами, совершающими работу за счет тягового усилия, а также с активными (приводными) ножами. По типу привода различают ручные культиваторы, мотокультиваторы, культиваторы, агрегатируемые с трактором.

## Типы культиваторов
- Культиватор с дисковыми рабочими органами;
- Культиватор со стрельчатыми лапами;
- Лемешной культиватор;
- Фрезерный культиватор;
- Чизель-культиватор.
- Лесной культиватор — дисковый рыхлитель
- Лесной культиватор — культиватор дискретного микроповышения

## По назначению культиваторы делят на
Паровые — для сплошной обработки почвы; 
Пропашные — для рыхления почвы и уничтожения сорняков в междурядьях культурных растений; 
Универсальные — для сплошной и междурядной обработки почвы; 
Растениепитатели — для обработки междурядий с одновременным внесением минеральных удобрений (подкормкой). 

## Мотокультиватор
Мотокультиватор — это силовой агрегат, предназначенный для обработки почвы фрезами. 
Главными отличительными особенностями мотокультиватора от мотоблока являются меньший вес и отсутствие ВОМ (вала отбора мощности).
Меньший вес культиватора делает его более мобильным, нежели мотоблок, что позволяет обрабатывать почву прилагая меньше усилий, а также делает возможным культивацию почвы на более узких участках.
Современные мотокультиваторы оснащаются различными типами компактных двигателей — бензиновыми двух- и четырёхтактными, дизельными, электрическими с работой от электрической сети или от встроенной аккумуляторной батареи.
Мотокультиваторы используют повсеместно, от небольших и средних приусадебных участков до больших фермерских хозяйств. Исходя из этого, производители выпускают мотокультиваторы лёгкие, средние, профессиональные (тяжёлые).

## Лесные культиваторы
Лесные культиваторы предназначены для рекультивации почвы на делянках (лесных участках) отведенных после сплошных рубок пользования. Особенность такой работы заключается в заведомо более сложных условиях: наличие большого количества пней, порубочных остатков. Для скандинавских стран и Северо-Западных регионов России характерны каменистые участки. Все эти условия учтены при создании лесных культиваторов. 
Такие культиваторы устанавливаются на лесные машины — Форвардеры и скиддеры всевозможных производителей. Исполнительные органы такого оборудования приводятся в действие от гидросистемы базовой машины. Контроль осущевствляется за счет современной и при этом достаточно простой компьютеризированной системы собственной разработки Bracke Growth Control.
Всего существует два типа культиваторов: дисковые рыхлители и культиваторы дискретного микроповышения. Первый тип относится к боронам с активным приводом на рыхлительный диск. Второй тип культиваторов основан на реализации теории микроповышений — двойного перевернутого слоя гумуса, специально создаваемого посадочного места с оптимальными для быстрого роста саженца условиями.

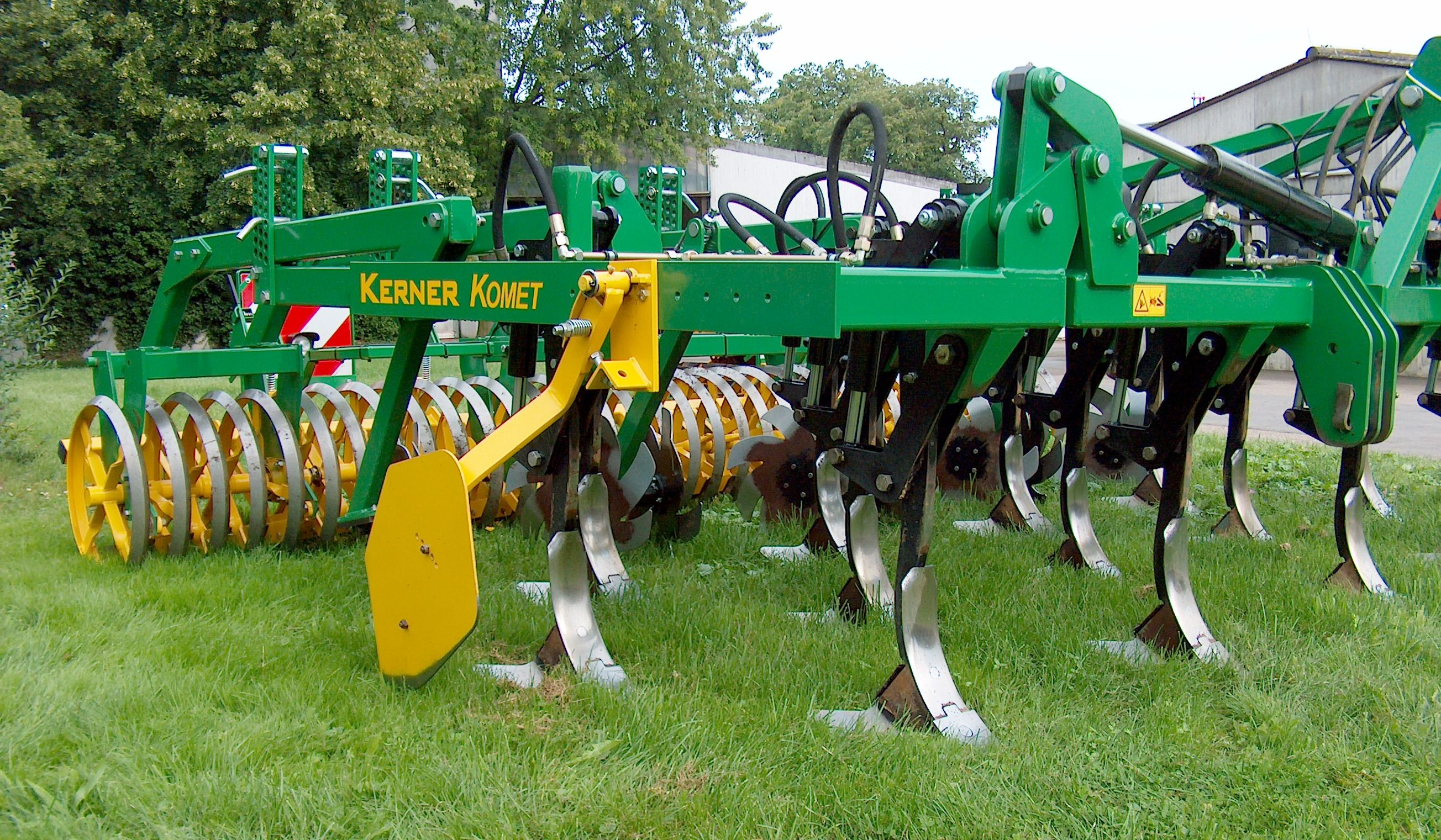
Лемеховый культиватор
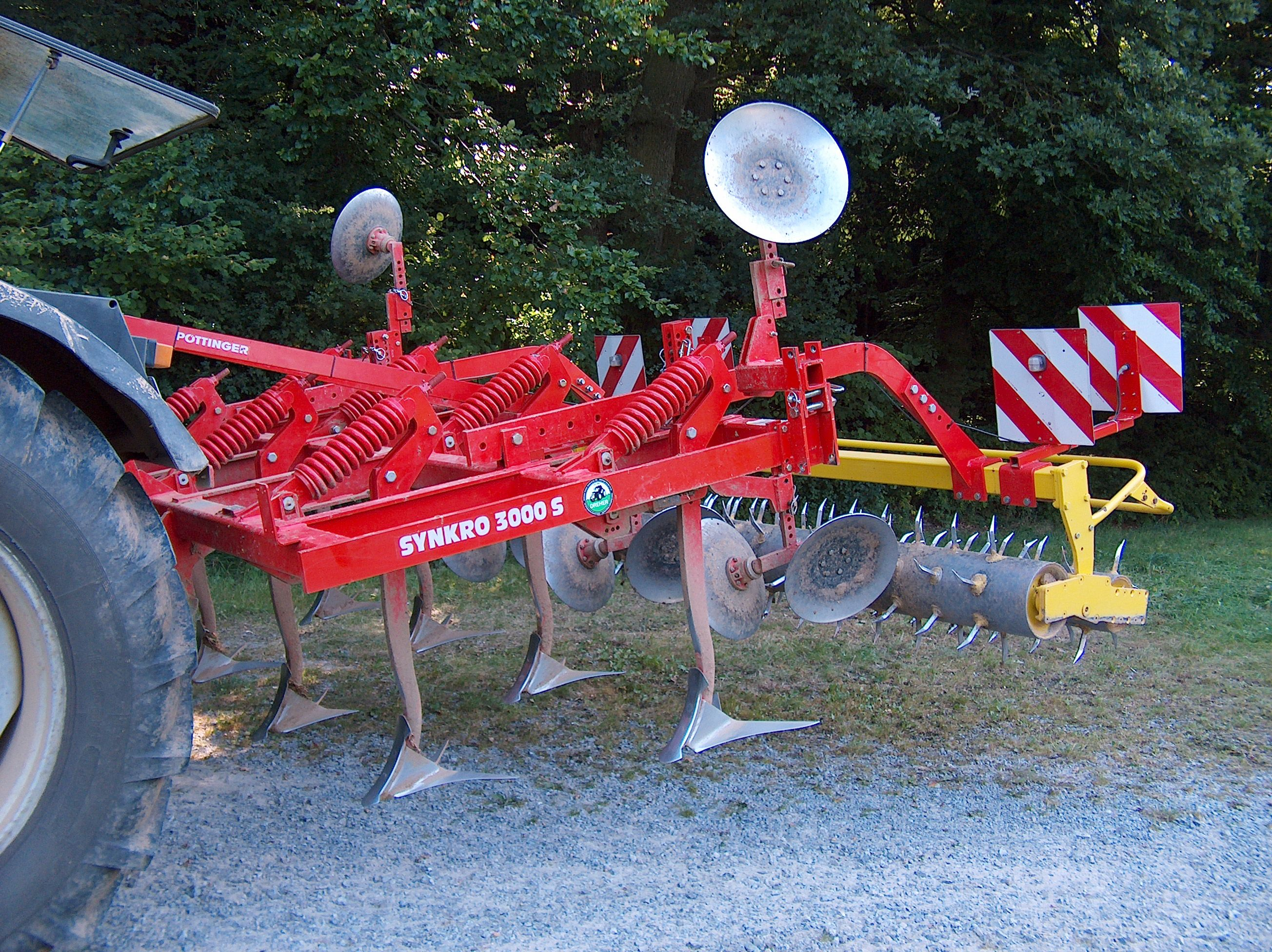
Культиватор со стрельчатыми лапами
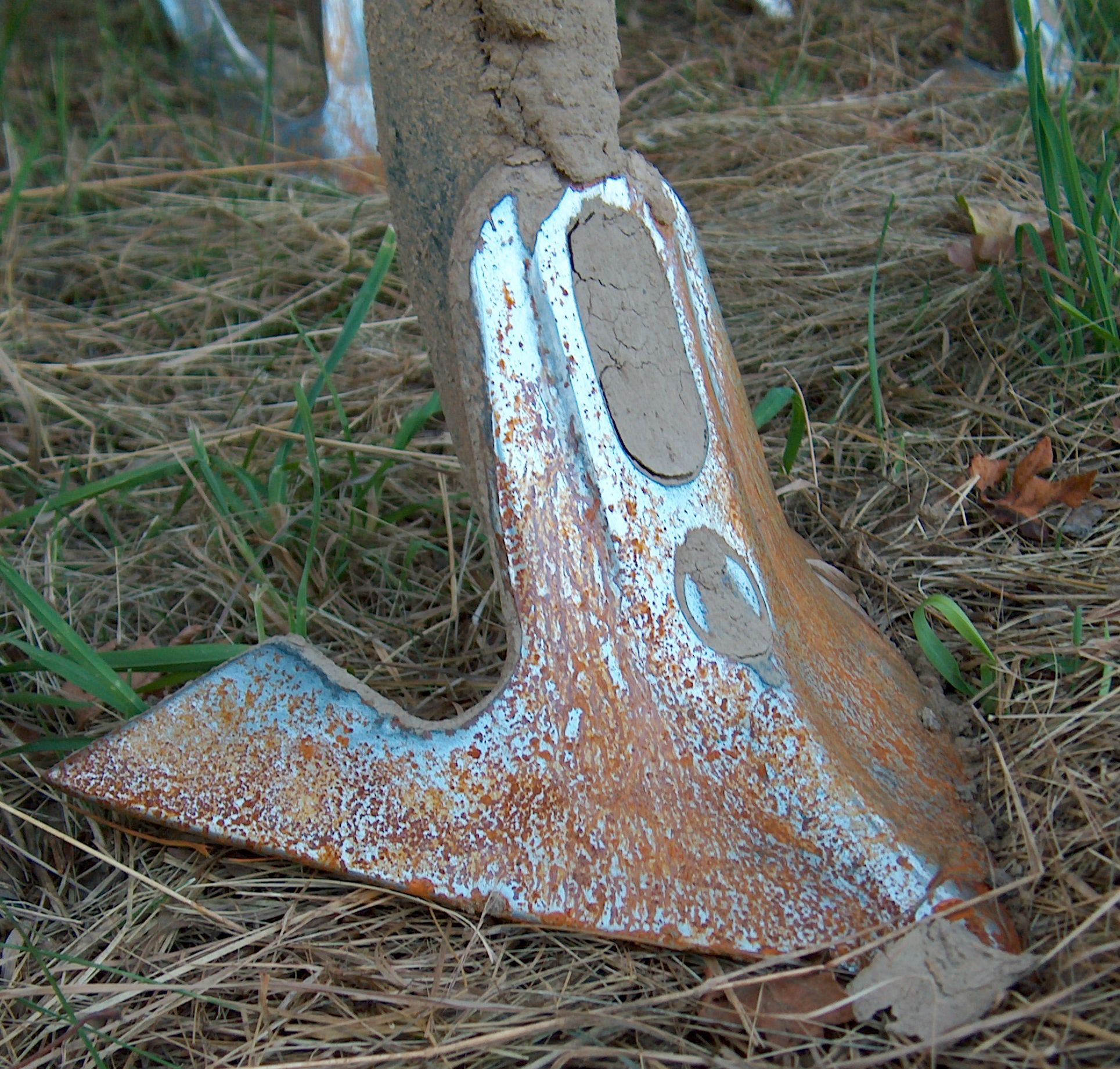
Стрельчатая лапа
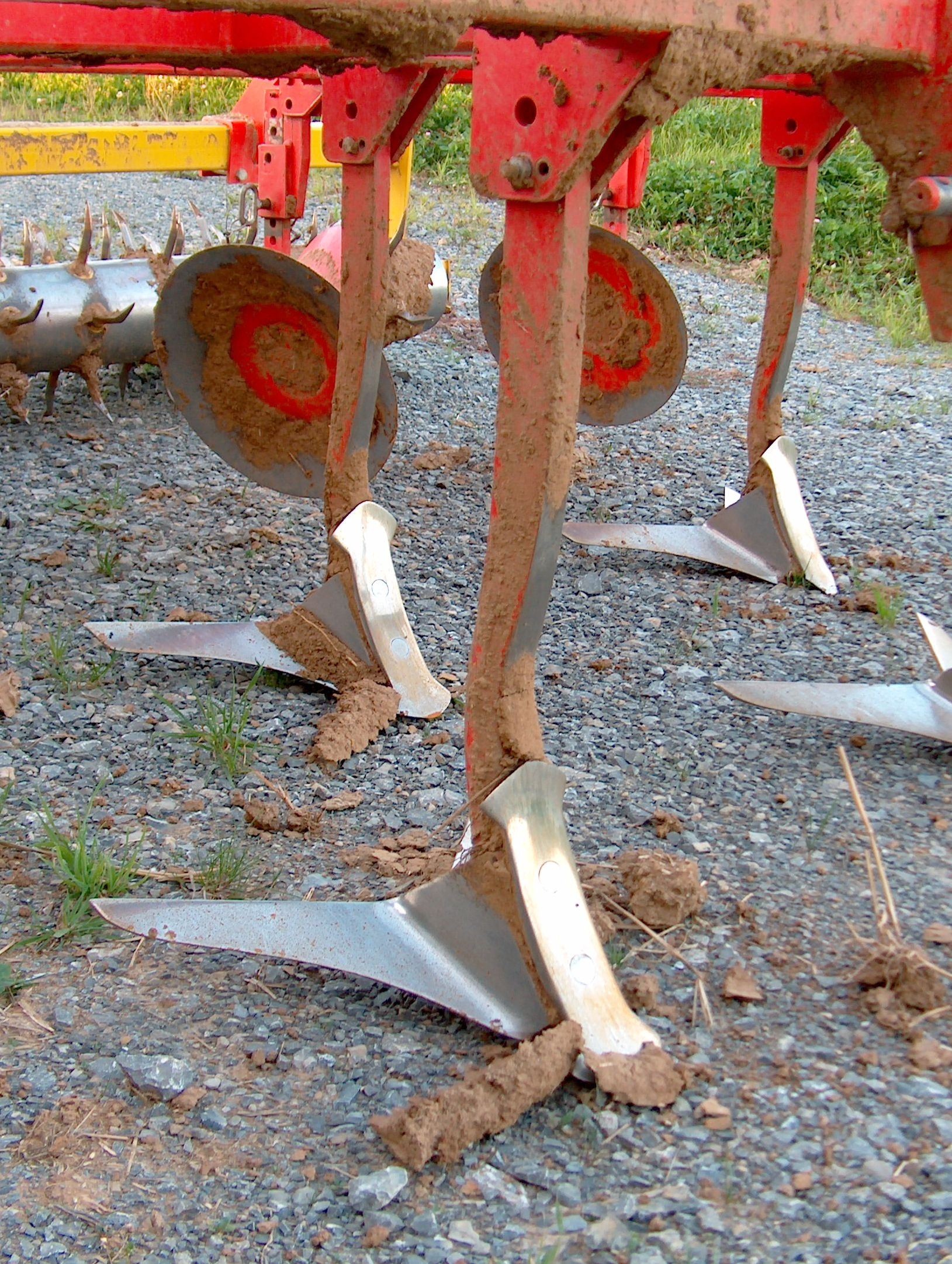
Ещё один тип стрельчатой лапы
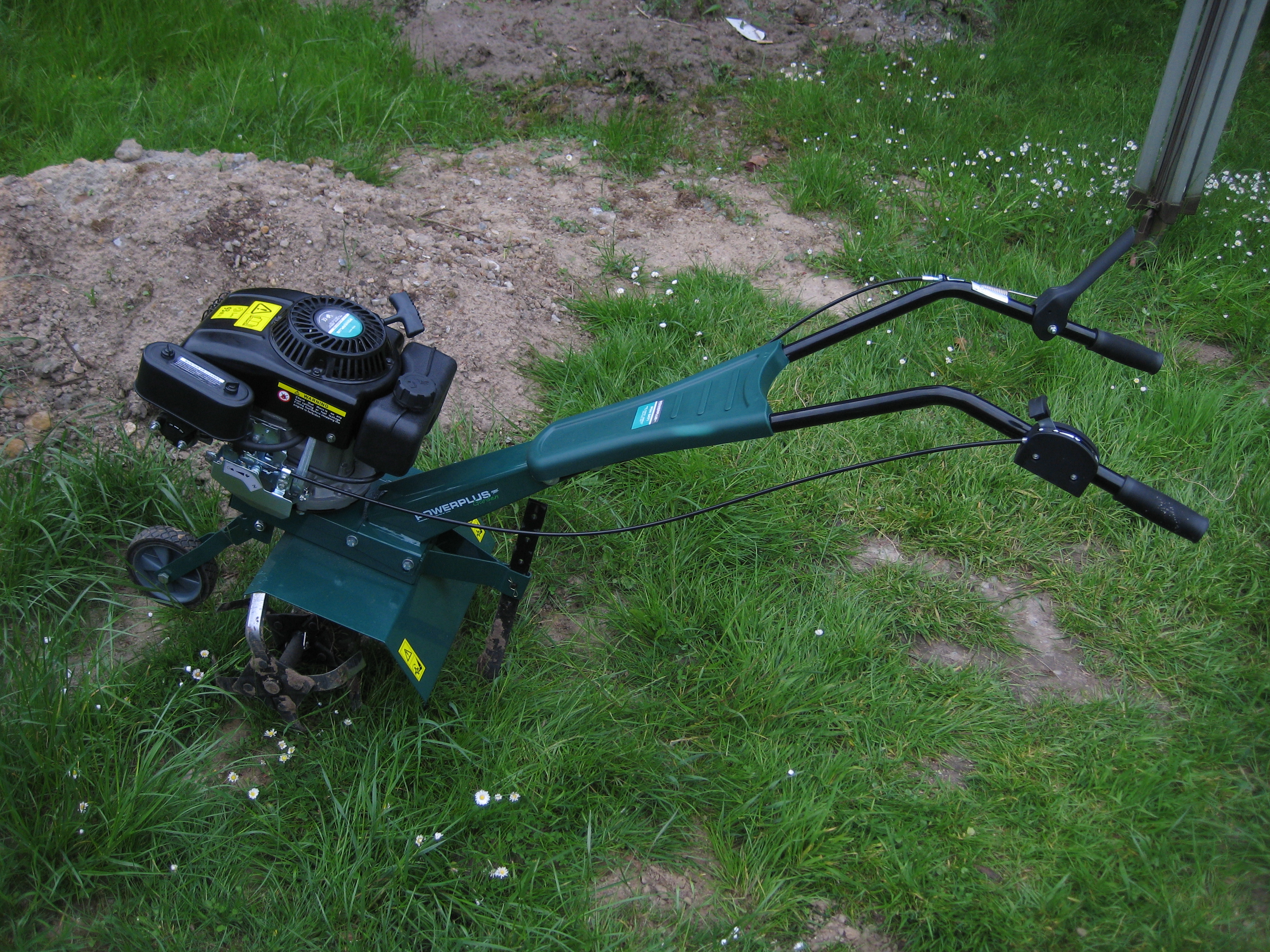
Малогабаритный мотокультиватор
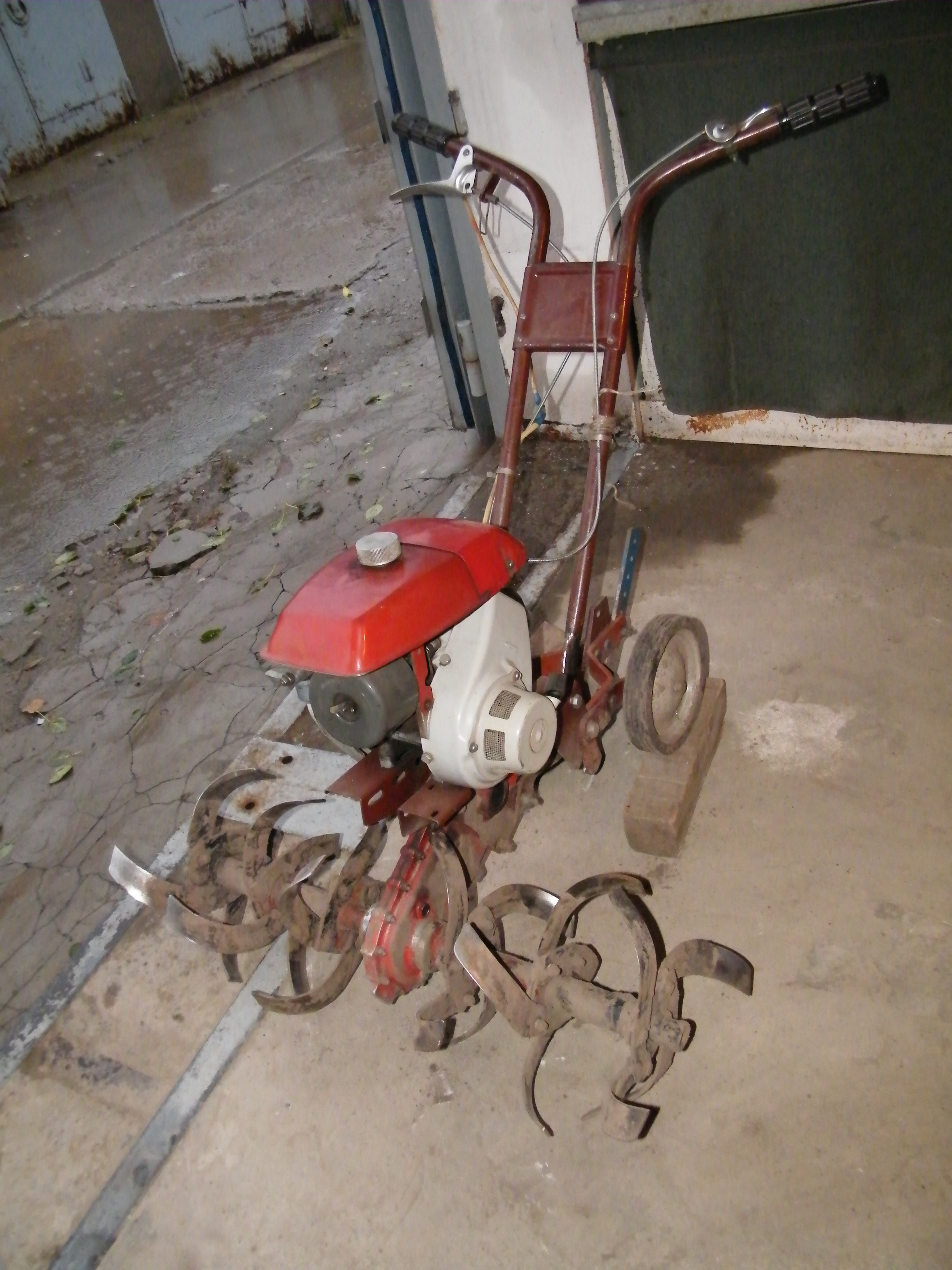
Мотокультиватор «Крот»